# Museum Kircherianum

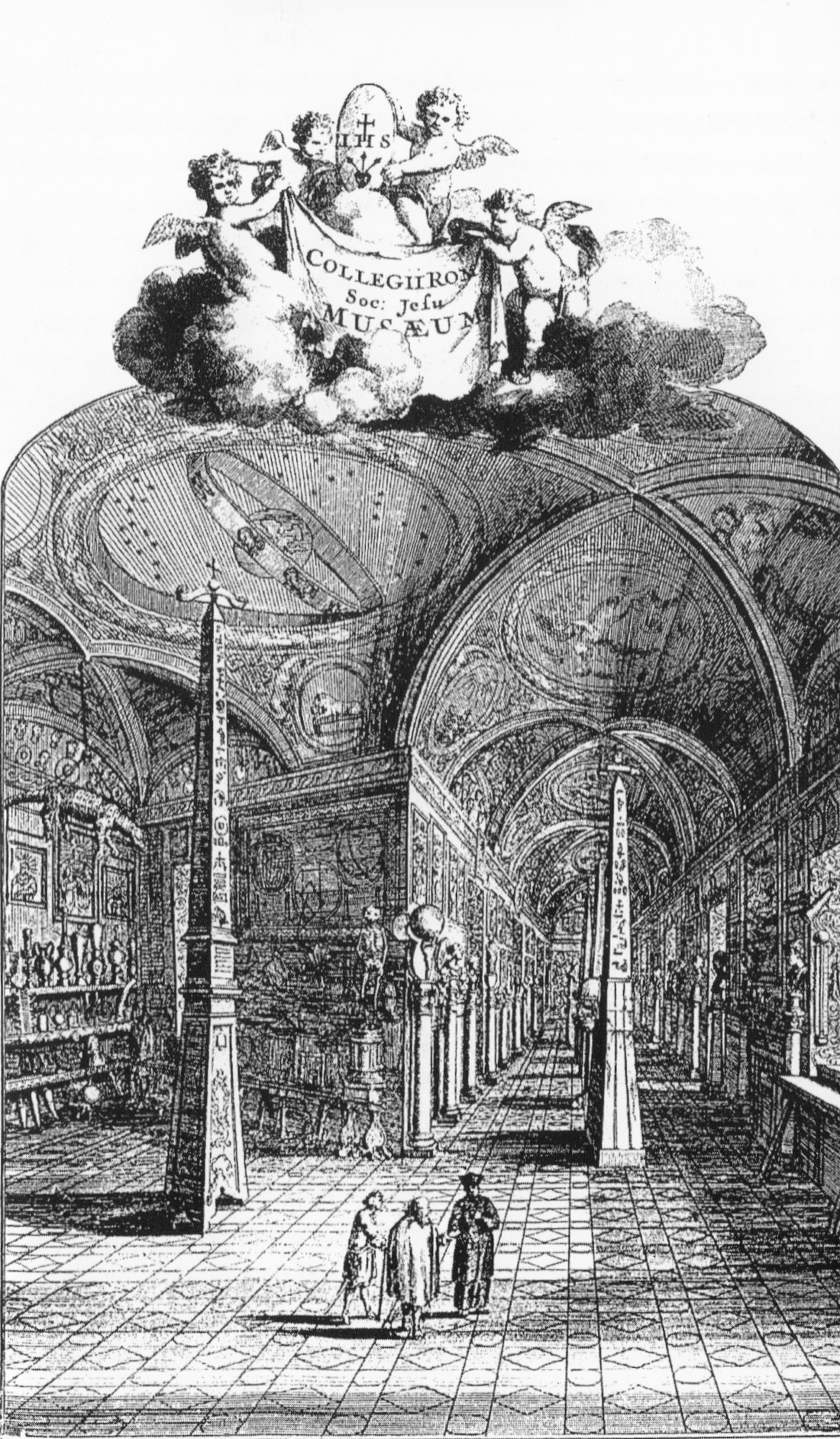
Museum Kircherianum, Abb. in Kirchers Buch Turris Babel

Das Museum Kircherianum (italienisch Museo Kircheriano) wurde im Jahre 1651 im Collegium Romanum in Rom eingerichtet. Es war eine typische barocke Wunderkammer und Vorläufer der späteren wissenschaftlichen Museen. Es trug den Namen des Universalgelehrten Athanasius Kircher. Dieser war nicht Stifter des Museums, sondern sein Treuhänder und Kurator. Den Grundstock des Museums bildete zum einen Kirchers persönliche Sammlung, die durch eine Schenkung des Gelehrten Nicolas-Claude Fabri de Peiresc angeregt wurde, zum anderen der Nachlass des 1650 verstorbenen römischen Senatssekretärs Alfonso Donnino, der dem Collegium eine umfangreiche Sammlung antiker Funde, Fossilien, Kunstgegenstände und Kuriositäten vermachte.
Kircher richtete das Museum in einem Seitentrakt des Palazzo del Collegio Romano ein. Zum Museum gehörte neben den Objekten auch eine Bibliothek. Kircher vergrößerte die Sammlung kostbarer Raritäten durch Überlassungen anderer Gelehrter und seiner Jesuiten-Ordensbrüder (Missionare in China und Amerika) und das Beisteuern eigener Konstruktionen und Erfindungen.
Athanasius Kircher lebte in einer Zeit der Wunder-, Kunst- und Kuriositätenkammern. Sie waren unter Gelehrten wie Adligen weit verbreitet. Man wollte damit die Idee des Universums im Kleinen nachvollziehen und darin sich selbst erkennen (macrocosmos in microcosmo). Während viele Sammlungen auf das Zurschaustellen von Kuriositäten abzielten, dienten andere, wie die Athanasius Kirchers oder Ulisse Aldrovandis, wissenschaftlichen und experimentellen Zwecken. Die Objekte waren teils Forschungsmaterial, teils Forschungsergebnis beziehungsweise zur Veranschaulichung gedacht. Das Museum Kircherianum gilt in dieser Zeit geradezu als Paradigma einer Sammlung. Ein Besuch im „Museum Kircherianum“ mit den Skeletten, Skulpturen, Gemälden und mechanischen Apparaten sowie den Führungen durch den Hausherrn waren für Intellektuelle bald unverzichtbarer Bestandteil eines Rombesuchs.
Das Museum wurde nach der Annektierung des Kirchenstaates durch das Königreich Italien 1870 säkularisiert und 1915 aufgelöst, seine Sammlung wurden unter mehreren Museen in Rom verteilt. 2001 veranstaltete das italienische Zentralinstitut für Archivgüter in Rom im Palazzo Venezia die Ausstellung „Il museo del mondo“ (italienisch „Das Museum der Welt“). Mit Hilfe des von Kircher selbst verfassten gedruckten Katalogs gelang es, einen Großteil der in diversen römischen Museen verstreuten ursprünglichen Sammlung des „Museum Kircherianum“ kurzzeitig wieder gemeinsam auszustellen.

## Literatur

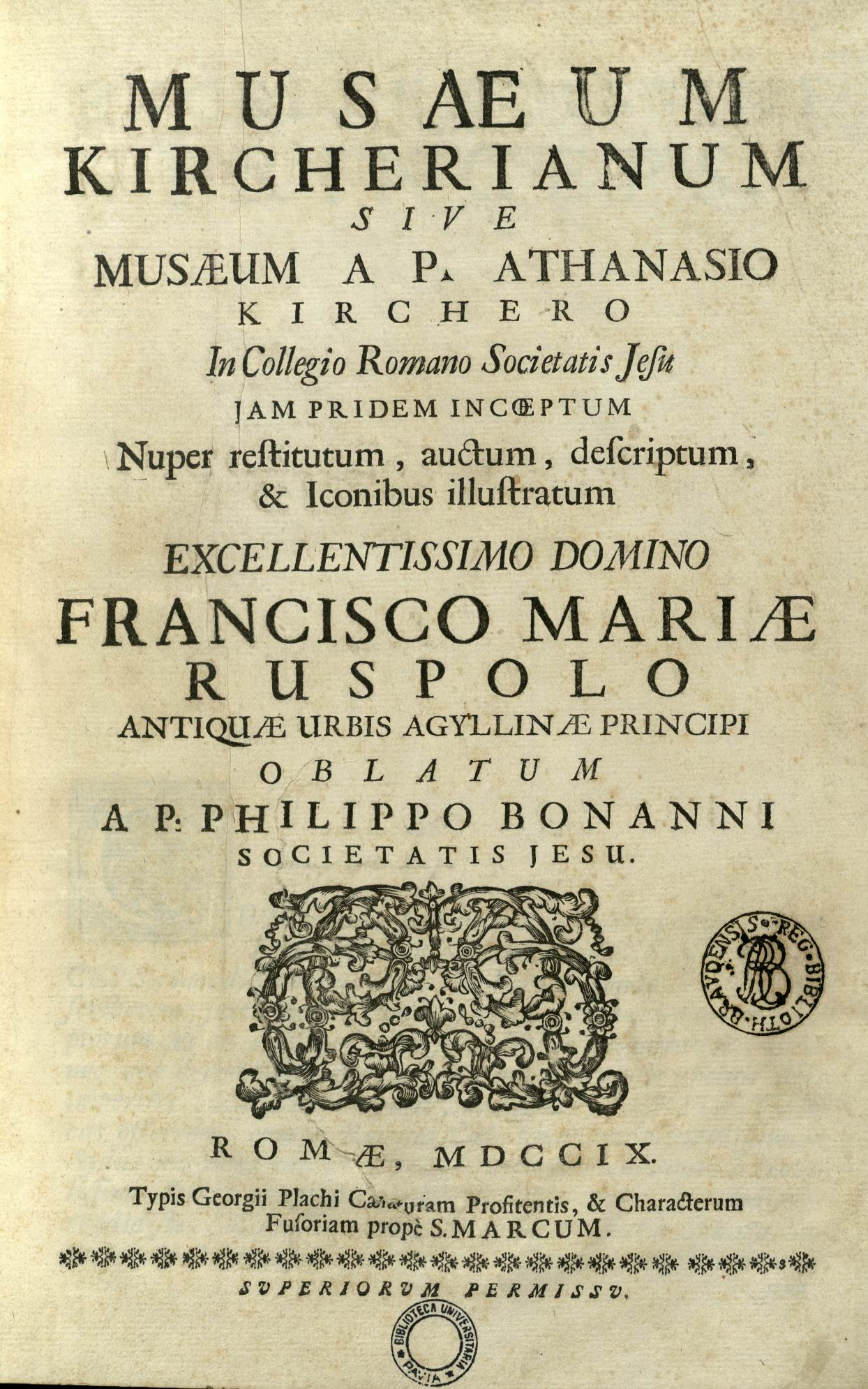
Filippo Bonanni, Musaeum Kircherianum, 1709